# Templo de Kalabsha
El Templo de Kalabsha (también conocido como "Templo de Mandulis") es un antiguo templo egipcio que se encontraba originalmente en Bab al-Kalabsha (Puerta de Kalabsha), a unos 50 kilómetros al sur de Asuán. El templo estaba situado en la orilla oeste del río Nilo, en Nubia, y fue originalmente construido en torno al 30 a. C. durante la primera época de los gobernantes romanos. Aunque el templo fue construido durante el reinado de Augusto, nunca llegó a concluirse.

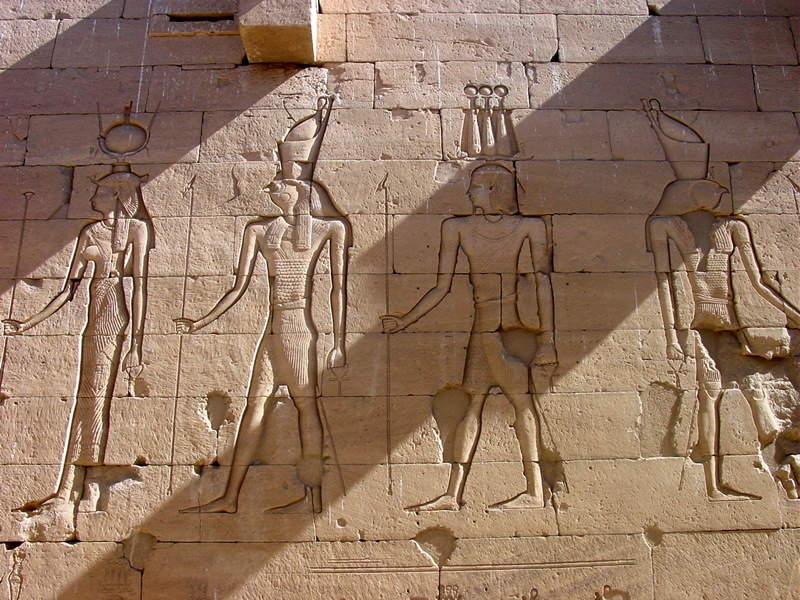
Relieve tallado en el templo de Kalabsha.

El templo se erigió en homenaje a Mandulis (Merul), dios del sol de la Baja Nubia. Fue construido sobre un santuario anterior de Amenhotep II. El templo tiene unas dimensiones de 76 metros de largo por 22 metros de ancho.
Mientras que la estructura se remonta a la época romana, cuenta con muchos relieves al estilo tradicional egipcio como "un grabado de Horus que sale de las cañas en el interior del muro cortina" del templo. Kalabsha tiene un "santuario de cámaras, y una escalera que conduce a la azotea del templo" donde se puede ver una espléndida vista del propio templo y el lago sagrado. Varios registros históricos fueron inscritos en los muros del templo como "una larga inscripción tallada por el gobernador romano Aurelio Visarión en el año 250, que prohíbe los cerdos en el templo", así como una inscripción del "rey nubio Silko, tallada en el siglo V y el registro de su victoria sobre los blemios y una imagen de él vestido como un soldado romano a caballo". Silko era el rey cristiano del reino nubio de Nobatia.

## Uso posterior y movimiento de los templos
Cuando el cristianismo fue introducido en Egipto, el templo fue utilizado como iglesia.
Con la ayuda de Alemania, el templo de Kalabsha fue reubicado después que la Presa de Asuán fuera construida, para protegerlo de la crecida de las aguas en el Lago Nasser. El templo fue trasladado a un sitio, ubicado al sur de la presa de Asuán. El proceso de trasladar el templo llevó más de dos años. El templo de Kalabsha fue el mayor templo exento de la Nubia egipcia que fue trasladado y erigido en un nuevo lugar (véase el templo excavado de Abu Simbel). Aunque el edificio nunca fue terminado, "es considerado como uno de los mejores ejemplos de la arquitectura egipcia en Nubia".

## Galería de imágenes

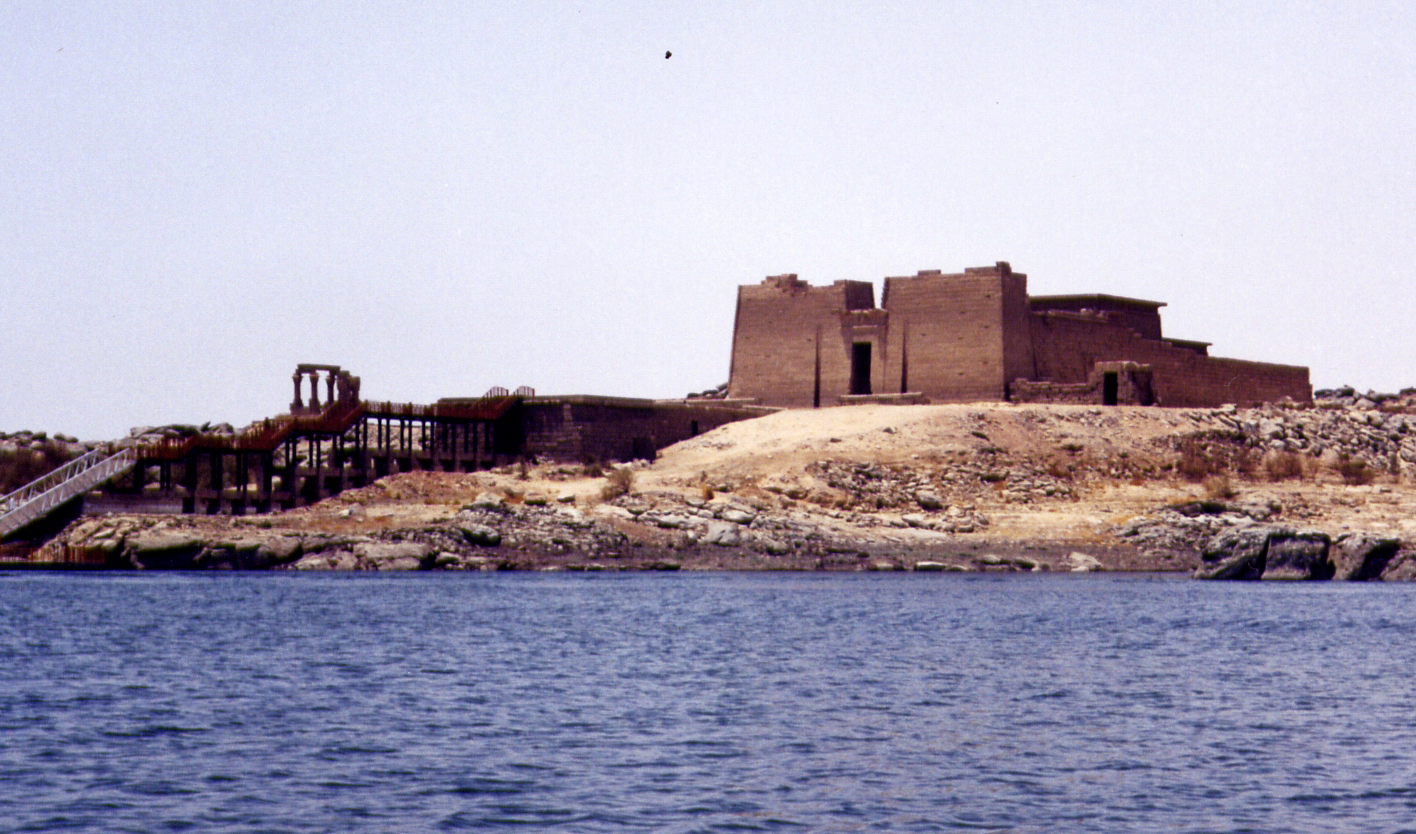
Templo de Kalabsha.
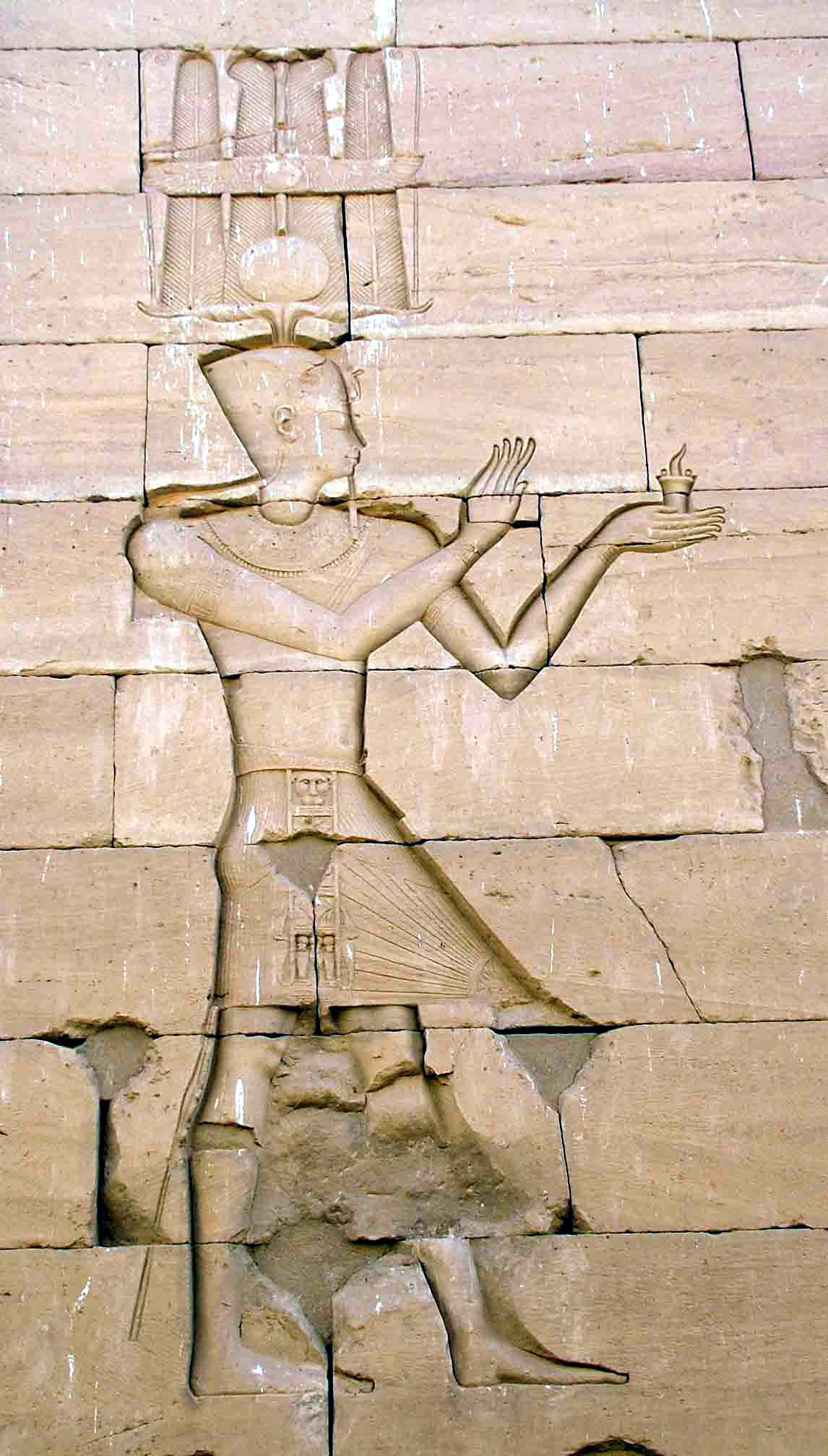
Relieve representando al emperador Augusto al estilo tradicional egipcio en Kalabsha.
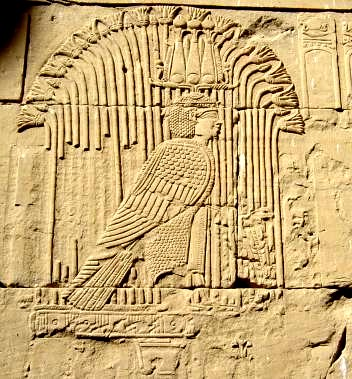
El ka del dios Mandulis, relieve en el templo de Kalabsha.